# Albert Bonjour
Pour les articles homonymes, voir Bonjour (homonymie).

a Compétitions nationales et continentales officielles uniquement.

Albert Bonjour, né le 15 avril 1906 dans le 6e arrondissement de Paris et mort le 26 décembre 1981 à Narrosse, est un joueur français de rugby à XV évoluant aux postes de troisième ligne aile, troisième ligne centre et deuxième ligne. Il se reconvertit ensuite en tant qu'entraîneur.

## Biographie
Albert Bonjour est né le 15 avril 1906 dans le 6e arrondissement de Paris, de l'union de William Henri Bonjour et Josèphe Rose Dufau,.
Aux postes de troisième ligne aile et troisième ligne centre, voire de deuxième ligne, il évolue avec l'équipe première de l'Union sportive dacquoise, dans les années 1920 et 1930,,, hormis la saison 1926-1927, appelé en service militaire,. Il est régulièrement associé à Joseph Augé, autre troisième ligne, leur alignement étant cité comme l'un des points performants des avants dacquois à cette époque,,,,. Il occupe également le rôle de capitaine de l'équipe dacquoise,,.
Bien qu'il ne compte aucune cape internationale sous le maillot de l'équipe de France, il est appelé à disputer plusieurs matchs de sélection, repéré pour ses performances dès 1929 ; il est aligné en tant que remplaçant dans le cadre du match entre l'équipe de France et l'équipe du « reste » à la fin de l'année. Par la suite, il est appelé avec la sélection de Côte basque, entre autres en mai 1930, février 1932, et mai 1934. En mars 1931, il porte le maillot de l'équipe de France « B » contre la sélection du comté de Devon.
En parallèle de sa carrière sportive, il exerce au civil le métier de confiseur,.
Lors de la saison 1932-1933, à l'issue d'une rencontre rugueuse disputée à Hendaye entre l'US Dax et l'Aviron bayonnais, l'ensemble des avants dacquois ainsi que le capitaine Didier Castex sont suspendus à vie par la Fédération française de rugby ; Bonjour échappe à cette sanction. Cette décision fédérale est assimilée comme une sanction sévère de la part des instances fédérales en réponse à la dissidence du club landais vers l'Union française de rugby amateur.
Mettant un terme à sa carrière de joueur à l'aube de la saison 1935-1936, Bonjour reste encore actif pour un match de sélection entre Paris et la Côte basque. Il entraîne par la suite les avants de l'équipe première, en tandem avec d'anciens coéquipiers, entre autres pendant la saison 1934-1935 avec Charles Lacazedieu, puis en 1936-1937 auprès de Joseph Augé alors que les rouge et blanc évoluent en deuxième division,.
Durant la Seconde Guerre mondiale, il est fait prisonnier de guerre.
À l'issue du conflit, il entre au sein de l'équipe dirigeante du club, notamment en tant que président de la commission du rugby. Avant-guerre, il est également membre du bureau de la section cyclisme de la structure omnisports,.
Bonjour meurt le 26 décembre 1981 à Narrosse.